# Les Mots (album)
Pour les articles homonymes, voir Mot (homonymie).
Albums de Mylène Farmer
Mylenium Tour
(2000) RemixeS
(2003)
Singles
1. Les mots (avec Seal)
Sortie : 13 novembre 2001
2. C'est une belle journée
Sortie : 16 avril 2002
3. Pardonne-moi
Sortie : 21 octobre 2002

Les mots est le premier Best of de Mylène Farmer, sorti le 26 novembre 2001 chez Polydor. 
Composée de 30 titres, cette compilation réunit pour la première fois tous les singles de la chanteuse, à l'exception d'On est tous des imbéciles et des singles Live.
Sont notamment présents les extraits des albums Cendres de lune, Ainsi soit je..., L'Autre..., Anamorphosée et Innamoramento, mais aussi trois singles issus d'aucun album studio (À quoi je sers..., Que mon cœur lâche et L'histoire d'une fée, c'est…) et deux faces B.

L'album contient également trois titres inédits, qui sortiront à leur tour en single : Les mots (en duo avec Seal), C'est une belle journée et Pardonne-moi.
Meilleure vente de l’année 2001 et de l'année 2002 en France, cette compilation demeure le Best of le plus vendu par une artiste française, avec près de deux millions d'exemplaires écoulés, et permet à Mylène Farmer d'être élue « Artiste féminine de l'année » deux années consécutives aux NRJ Music Awards.

## Histoire

### Genèse
En 2001, Mylène Farmer vient de passer deux années très chargées, durant lesquelles elle a sorti l'album Innamoramento (disque de diamant pour plus d'un million d'exemplaires vendus), effectué une tournée triomphale jusqu'en Russie (le Mylenium Tour) et écrit l'album Gourmandises pour Alizée (incluant le tube Moi... Lolita qui a connu un succès international).
Alors que son public s'attend à une longue pause, la chanteuse annonce par surprise en octobre 2001 la sortie d'un duo avec Seal, Les mots, premier extrait de son premier Best of du même nom, incluant trois titres inédits.

### Sortie
Deux semaines après la sortie du single Les mots, qui connaît un grand succès, le Best of paraît le 26 novembre 2001 et se classe directement n°1 des ventes.
Avec plus de 670 000 exemplaires en un mois, l'album devient la meilleure vente de compilations de l’année 2001 et Mylène Farmer est élue « Artiste féminine de l'année » aux NRJ Music Awards.
Porté par le succès du deuxième single, C'est une belle journée, l'album dépasse le million de ventes au début de l'été 2002. Le dernier titre inédit, Pardonne-moi, paraît en single à l'automne.

Après avoir été la meilleure vente de compilations de l'année 2001, l'album devient également la meilleure vente de l'année 2002.
Mylène Farmer est alors élue « Artiste féminine de l'année » aux NRJ Music Awards pour la quatrième année consécutive.
Avec près de deux millions d'exemplaires vendus, ce disque demeure le Best of le plus vendu pour une artiste française.

## Pochette
Signée par Ellen von Unwerth, la pochette présente une photo de Mylène Farmer posant devant un fond zébré. Allongée sur des coussins de couleur rouge, la chanteuse lève une jambe en l'air afin de se remonter son porte-jarretelles, en souriant et en fermant les yeux.
Le coffret CD-DVD Long Box propose une pochette différente, issue de la même série de photographies, montrant cette fois Mylène Farmer assise devant le fond zébré, vêtue d'un déshabillé rose très sexy.

## Liste des titres

### Double CD et 33 tours
Ce double CD est le support principal de cette compilation. Les mêmes chansons sont présentes sur le quadruple 33 tours.
| 1.  | Maman a tort                           | Jérôme Dahan      | Laurent Boutonnat et Jérôme Dahan | Cendres de lune           | 5:55 |
| 2.  | Plus grandir                           | Mylène Farmer     | Laurent Boutonnat                 | Cendres de lune           | 3:35 |
| 3.  | Libertine                              | Laurent Boutonnat | Jean-Claude Dequéant              | Cendres de lune           | 3:30 |
| 4.  | Tristana                               | Mylène Farmer     | Laurent Boutonnat                 | Cendres de lune           | 4:30 |
| 5.  | Sans contrefaçon                       | Mylène Farmer     | Laurent Boutonnat                 | Ainsi soit je...          | 4:15 |
| 6.  | Ainsi soit je...                       | Mylène Farmer     | Laurent Boutonnat                 | Ainsi soit je...          | 4:45 |
| 7.  | Pourvu qu'elles soient douces          | Mylène Farmer     | Laurent Boutonnat                 | Ainsi soit je...          | 4:16 |
| 8.  | Sans logique                           | Mylène Farmer     | Laurent Boutonnat                 | Ainsi soit je...          | 4:02 |
| 9.  | À quoi je sers...                      | Mylène Farmer     | Laurent Boutonnat                 | Single À quoi je sers...  | 4:35 |
| 10. | La veuve noire                         | Mylène Farmer     | Laurent Boutonnat                 | Single À quoi je sers...  | 4:15 |
| 11. | Désenchantée                           | Mylène Farmer     | Laurent Boutonnat                 | L'Autre...                | 5:00 |
| 12. | Regrets (en duo avec Jean-Louis Murat) | Mylène Farmer     | Laurent Boutonnat                 | L'Autre...                | 5:06 |
| 13. | Je t'aime mélancolie                   | Mylène Farmer     | Laurent Boutonnat                 | L'Autre...                | 4:40 |
| 14. | Beyond My Control                      | Mylène Farmer     | Laurent Boutonnat                 | L'Autre...                | 5:20 |
| 15. | Que mon cœur lâche                     | Mylène Farmer     | Laurent Boutonnat                 | Single Que mon cœur lâche | 4:05 |

| 1.  | Les mots (en duo avec Seal)  | Mylène Farmer | Laurent Boutonnat | Inédit                        | 4:45 |
| 2.  | California                   | Mylène Farmer | Laurent Boutonnat | Anamorphosée                  | 4:55 |
| 3.  | XXL                          | Mylène Farmer | Laurent Boutonnat | Anamorphosée                  | 4:20 |
| 4.  | L'instant X                  | Mylène Farmer | Laurent Boutonnat | Anamorphosée                  | 4:40 |
| 5.  | Comme j'ai mal               | Mylène Farmer | Laurent Boutonnat | Anamorphosée                  | 3:50 |
| 6.  | Rêver                        | Mylène Farmer | Laurent Boutonnat | Anamorphosée                  | 5:20 |
| 7.  | C'est une belle journée      | Mylène Farmer | Laurent Boutonnat | Inédit                        | 4:15 |
| 8.  | L'Âme-Stram-Gram             | Mylène Farmer | Laurent Boutonnat | Innamoramento                 | 4:20 |
| 9.  | Je te rends ton amour        | Mylène Farmer | Laurent Boutonnat | Innamoramento                 | 5:06 |
| 10. | Effets secondaires           | Mylène Farmer | Laurent Boutonnat | Single Je te rends ton amour  | 3:50 |
| 11. | Souviens-toi du jour…        | Mylène Farmer | Laurent Boutonnat | Innamoramento                 | 4:55 |
| 12. | Optimistique-moi             | Mylène Farmer | Mylène Farmer     | Innamoramento                 | 4:20 |
| 13. | Innamoramento                | Mylène Farmer | Laurent Boutonnat | Innamoramento                 | 5:10 |
| 14. | L'histoire d'une fée, c'est… | Mylène Farmer | Laurent Boutonnat | Les Razmoket à Paris, le film | 5:00 |
| 15. | Pardonne-moi                 | Mylène Farmer | Laurent Boutonnat | Inédit                        | 4:30 |

### Coffret CD-DVDLong Box
Ce coffret CD-DVD Long Box en édition limitée propose une pochette différente, issue de la même série de photographies d'Ellen von Unwerth, montrant cette fois Mylène Farmer assise devant le fond zébré, vêtue du même déshabillé rose.

### CD simple
En plus de la version double CD, un CD simple a été édité pour l'international.

## Description de l'album
Cette compilation réunit pour la première fois tous les singles de la chanteuse, à l'exception d'On est tous des imbéciles et des singles Live.
Sont ainsi présents les extraits des albums suivants :
- Cendres de lune : Maman a tort (dans sa version longue), une nouvelle version de Plus grandir et de Libertine, et la version originale de Tristana.
- Ainsi soit je... : la version originale de Sans contrefaçon et les versions singles d'Ainsi soit je..., Pourvu qu'elles soient douces et Sans logique.
- L'Autre... : la version originale de Regrets et les versions singles de Désenchantée, Je t'aime mélancolie et Beyond My Control.
- Anamorphosée : XXL, L'instant X, California, Comme j'ai mal et Rêver.
- Innamoramento : L'Âme-Stram-Gram, Je te rends ton amour, Souviens-toi du jour…, Optimistique-moi et Innamoramento.

Sont également présentes trois chansons sorties en single et issues d'aucun album studio (À quoi je sers..., Que mon cœur lâche et L'histoire d'une fée, c'est…), ainsi que deux titres qui figuraient en face B de deux singles : La veuve noire (qui était sur le 45 tours d'À quoi je sers...) et Effets secondaires (qui était sur le CD Single de Je te rends ton amour).
Enfin, l'album contient trois titres inédits, qui sortiront à leur tour en single : Les mots (en duo avec Seal), C'est une belle journée et Pardonne-moi.

### Les mots

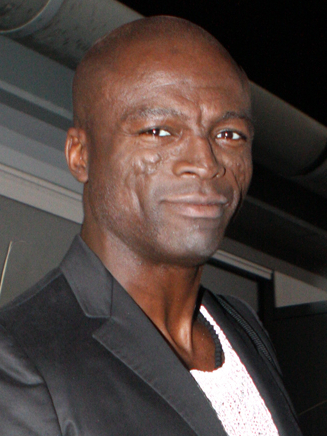
Seal.

Les mots, qui donne également son titre à l'album, est une ballade en duo avec le chanteur britannique Seal qui avait connu un grand succès international dans les  années 1990 avec des titres comme Crazy et Kiss from a Rose.
Sur une musique douce composée par Laurent Boutonnat, Mylène Farmer écrit un texte romantique en français et en anglais sur l'importance des mots (« Là je donnerais ma vie pour t'entendre, te dire les mots les plus tendres », « We could with a word become one », « L'univers a ses mystères, les mots sont nos vies »).

Elle s'inspire notamment de poèmes d'Emily Dickinson, reprenant certains vers comme « I will tell you how the sun rose », « To lives that stoop to notice mine » ou encore « But a fraction of this life ».

### C'est une belle journée
Sur une rythmique pop composée par Laurent Boutonnat, dont la légèreté peut rappeler certains titres d'Alizée, Mylène Farmer écrit un texte d'apparence joyeuse, mais qui se révèle en fait être une chanson sur le suicide (« Je vais me coucher, mordre l'éternité à dents pleines », « Voir des anges à mes pieds », « M'faire la belle »).

Elle avouera s'être auto-censurée, la phrase initiale « C'est une belle journée, je vais me tuer » ayant été remplacée par « C’est une belle journée, je vais me coucher », afin que la chanson ne soit pas prise pour un appel au suicide par des personnes fragiles.
L'influence d'Emily Dickinson et de Pierre Reverdy se fait à nouveau ressentir dans ce texte, tandis que certains voient également une référence au poème Le Dormeur du val d'Arthur Rimbaud, dans les couplets « Allongé, le corps est mort, pour des milliers c'est un homme qui dort ».

### Pardonne-moi
Introduite par quelques notes de piano, Pardonne-moi est une ballade mélancolique composée par Laurent Boutonnat et écrite par Mylène Farmer, beaucoup plus sombre et moins facile d'accès que les deux précédents singles.
Relatant une histoire d'amour trop forte (« Pardonne-moi la profondeur de mon amour pour toi »), la chanteuse écrit un texte romantique (« Tes silences effleuraient du bout des doigts tous mes sens, aurons-nous un autrefois ? », « Qu'avons nous fait de bien après l'effort ? Deux corps, un sort », « Je l'imagine encore au creux de moi, je veux plonger dans son cœur »), abordant l'univers du conte de fées (« Nos chaque jour : "il était une fois" ») et évoquant plusieurs Princes (« Prince hongrois », « Prince aurore », « Prince arabe », « Prince noir »).

## Accueil critique
- « Parfaite dans son rôle de provocatrice à peine ingénue, Libertine et volontiers Désenchantée, la Montréalaise voit ici son art synthétisé de superbe manière. Vénéneuse et sensuelle, elle agit comme un poison luxuriant, amanite déboutonneuse. Cette compile donne aussi une idée de son évolution musicale bien réelle : au fil du temps, l'influence d'un rock solide s'est faite sentir (XXL, L'instant X), sans que le personnage en souffre le moins du monde. Un cas, cette Mylène. » (La Libre Belgique)[22]
- « Force est de constater, en égrenant le chapelet de ses œuvres, qu'il brille de nombreux tubes. Ils sont les jalons d'un univers tendance gothique où la voix diaphane de Mylène trace un chemin tortueux de sentiments, d'émotion, de poésie. On aime ou on n'aime pas, mais cette compilation est incontestablement un Must en son genre. » (Le Matin)[23]
- « En plus d'être un très bel objet, cet opus propose une poignée de tubes encore dans toutes les mémoires. De la comptine Maman a tort à L'histoire d'une fée, c'est…, il nous invite à (re)découvrir le répertoire d'une reine qui n'est pas près de renoncer à son trône. » (Ciné Télé Revue)[24]
- « Comme celles de Madonna, les créations (et le mystère) de Miss Farmer se sont affinées avec les années mais son succès n'en a pas pâti. » (Flair)[25]
- « De génuflexions en extrême-onction, des rires aux larmes, Les mots est incontournable. Trois termes pour le qualifier : hors normes, transcendant, indispensable. L'occasion de redécouvrir ses sublimes chansons, avec trois superbes inédits en bonus qui sont autant de tubes. » (Star Club)[26]
- « Agrémenté de deux inédits (C'est une belle journée, Pardonne-moi), de son dernier tube Les mots en duo avec Seal et magnifié par les photos d'Ellen von Unwerth, ce double album fait date. » (Voice)[27]
- « Autant de merveilles de mots et de musiques savantes accompagnés de photos sexy en diable. » (La Dépêche du Midi)[28]
- « Un double album qui rappelle à quel point Mylène Farmer est un personnage incontournable de la chanson française, et qui montre de quelle admirable manière Laurent Boutonnat est parvenu à coller aux tendances musicales qui sont apparues au cours de ces vingt dernières années. » (Codés plus)[29]
- « L'univers à soi, la recherche esthétique, la culture de l’ambiguïté et du mystère, telles sont les singularités qui font de Mylène Farmer la première artiste féminine française, et quasiment un OVNI sur la scène musicale. Mylène Farmer, qui n'est affiliée à aucun courant musical, est inclassable. [...] Entre nostalgie enfantine et érotisme, religiosité et fétichisme, références et modernité, mélodies diaphanes et rythmes dansants, voici le passeport en règle pour la planète Farmer. » (Jukebox magazine)[30]
- « Elle donne tout : ses tubes remastérisés compilés en 3 CD, agrémentés de trois inédits et du clip Les mots. Toujours dans le coffret, un livret ultra sexy où Mylène taquine la libido dans des tenues coquines et des attitudes provoc (Britney peut aller se rhabiller). Au finish, la chanteuse allumeuse nous réduit à sa merci, et nous, on écoute en boucle. Même les filles vont capituler. Totale domination. » (Voici)[31]

## Singles
Les trois chansons inédites sont sorties en single : Les mots (en duo avec Seal), C'est une belle journée et Pardonne-moi.

### Les mots

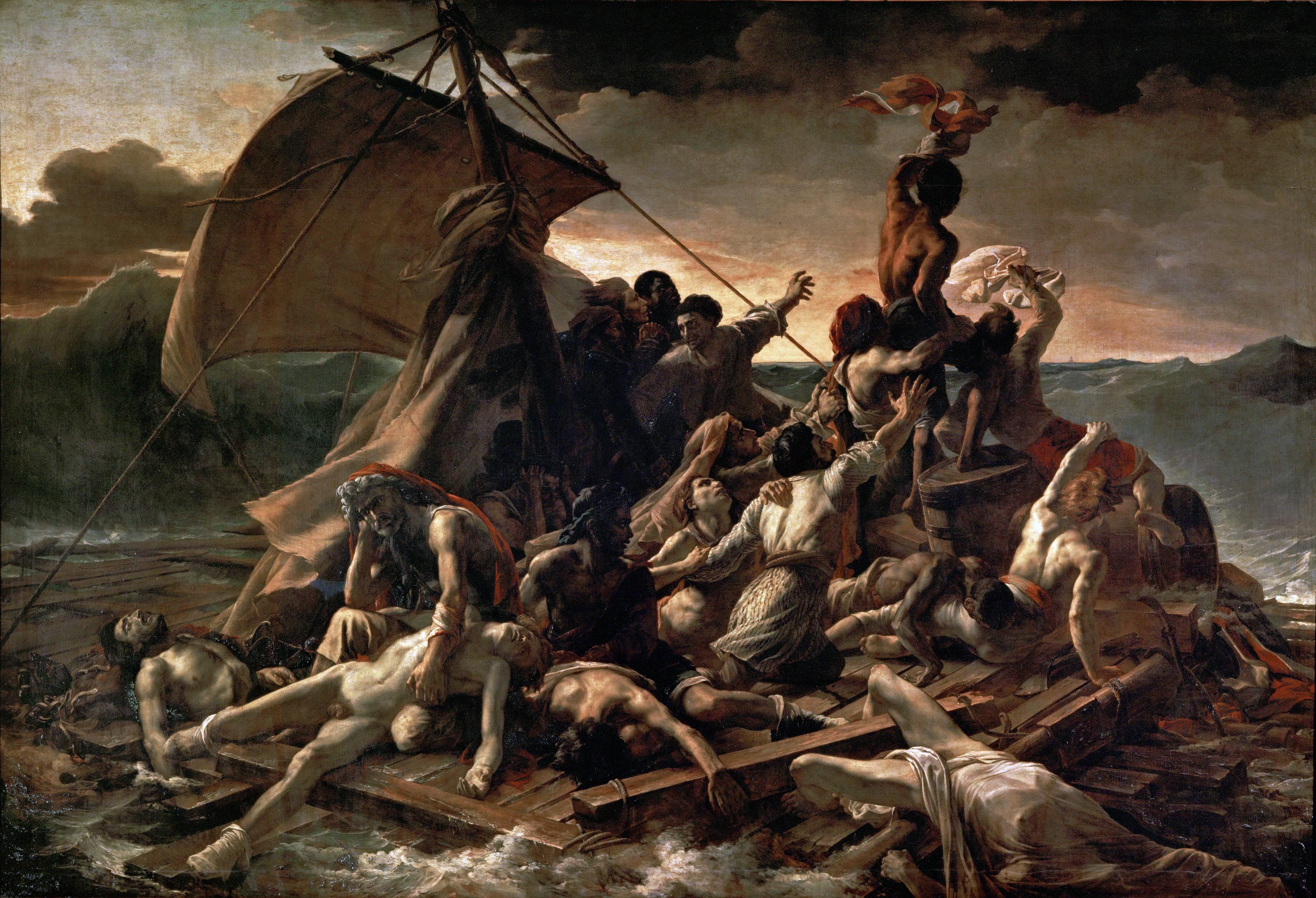
Le Radeau de la Méduse de Géricault.

Le single Les mots sort le 13 novembre 2001, deux semaines avant la compilation du même nom.
Le clip est réalisé par Laurent Boutonnat, qui n'avait pas réalisé de clip pour la chanteuse depuis près de dix ans.
Présentant Mylène Farmer et Seal sur un radeau en perdition, cette vidéo fait référence au tableau Le Radeau de la Méduse de Géricault, mais aussi à Othello de William Shakespeare.
La chanson connaît un très grand succès, se classant à la 2e place du Top Singles, dans lequel elle reste classée 28 semaines (dont 17 semaines dans le Top 10).
Elle atteint également la 2e place des diffusions radio en France et est la chanson française la plus diffusée dans le monde au printemps 2002.

Certifié disque d'or en France et en Belgique, le single s'écoule à plus de 600 000 exemplaires.

### C'est une belle journée

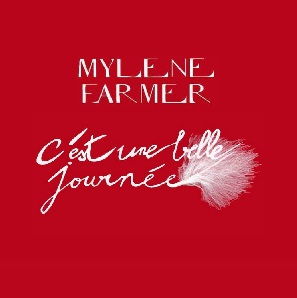
Logo de la pochette du single.

C'est une belle journée sort en single le 16 avril 2002.
Le clip, réalisé par Benoît Di Sabatino (qui deviendra le compagnon de la chanteuse par la suite), est un dessin animé composé de dessins créés par Mylène Farmer elle-même.
La chanson connaît un grand succès, atteignant la 5e place du Top Singles, dans lequel il reste classé durant 25 semaines (dont 19 semaines dans le Top 50).
Certifié disque d'or en France, où il s'écoule à plus de 250 000 exemplaires, C'est une belle journée permet au Best of d'atteindre le million d'exemplaires vendus au début de l'été et de se maintenir durant de longs mois. 

### Pardonne-moi
Pardonne-moi sort en single le 21 octobre 2002.
Le clip, réalisé par Laurent Boutonnat en noir et blanc, présente la chanteuse comme une religieuse en train de prier et de se confesser.
Parfois aveugle, celle-ci semble lutter contre ses pulsions, fantasmant sur un mystérieux cavalier.
Dès sa sortie, le titre atteint la 6e place du Top Singles, dans lequel il reste classé durant 17 semaines (dont 6 semaines dans le Top 50).

## Classements et certifications
Dès sa sortie, le Best of se classe directement n°1 des ventes.
Avec plus de 670 000 exemplaires en un mois, l'album devient la meilleure vente de compilations de l’année 2001.

Il dépasse le million de ventes au début de l'été 2002 et devient également la meilleure vente de l'année 2002.
Avec près de deux millions d'exemplaires vendus, Les mots demeure le Best of le plus vendu pour une artiste française.
| Classement                       | Meilleure position |
| -------------------------------- | ------------------ |
| Belgique (Wallonie Ultratop)     | 1                  |
| Estonie (Top Albums)             | 5                  |
| France (SNEP - Top Albums)       | 1                  |
| France (SNEP - Top Compilations) | 1                  |
| Grèce (Top Albums)               | 18                 |
| Suisse (Schweizer Hitparade)     | 6                  |

| Classement annuel (2001)     | Position |
| ---------------------------- | -------- |
| Belgique (Wallonie Ultratop) | 28       |
| France (Top Compilations)    | 1        |

| Classement annuel (2002)     | Position |
| ---------------------------- | -------- |
| Belgique (Wallonie Ultratop) | 14       |
| France (Top Compilations)    | 1        |
| Suisse (Schweizer Hitparade) | 55       |

| Classement annuel (2003)  | Position |
| ------------------------- | -------- |
| France (Top Compilations) | 39       |

### Certifications
| Pays     | Certification |
| -------- | ------------- |
| Belgique | 2 × Platine   |
| Europe   | Platine       |
| France   | Diamant       |
| Suisse   | Or            |

## Crédits
| - Paroles : Mylène Farmer, sauf : - Maman a tort (Jérôme Dahan) - Libertine (Laurent Boutonnat) - My Soul Is Slashed (Mylène Farmer et Ira Israel) - Musique : Laurent Boutonnat, sauf : - Maman a tort (Laurent Boutonnat et Jérôme Dahan) - Libertine (Jean-Claude Dequéant) - Optimistique-moi (Mylène Farmer) - Produit par Laurent Boutonnat - Mixage : - CD 1 : Thierry Rogen, sauf : - Maman a tort (Philippe Omnès) - Plus grandir et Libertine (Bertrand Chatenet) - CD 2 : Bertrand Chatenet | - Les mots, C'est une belle journée et Pardonne-moi : - Programmation, claviers et arrangements : Laurent Boutonnat - Prise de son : Bertrand Chatenet, Jérôme Devoise et Rik Pekkoken - Arrangements cordes : Jean-Jacques Charles - Batterie : Karim Ziad et Abraham Laboriel Junior - Basse : Michel Alibo - Guitare : Slim Pezin - Enregistré au Studio Guillaume Tell - Management : Thierry Suc pour TSM - Production exécutive : Paul van Parys pour Stuffed Monkey - Photos : Ellen von Unwerth / H&K - Design : Henry Neu pour Com'N.B - Mastering : André Perriat chez Top Master |